# Loi d'absorption
En algèbre, la loi d'absorption est une identité reliant deux lois de composition interne.

## Définition
Deux lois de composition interne {\displaystyle \top } et {\displaystyle \bot } vérifient la loi d'absorption si :
{\displaystyle a\top (a\bot b)=a\bot (a\top b)=a}.

## Propriétés
Soit un ensemble {\displaystyle E} muni de deux lois de composition interne {\displaystyle \top } et {\displaystyle \bot }. Si ces lois sont commutatives, associatives et vérifient la loi d'absorption, la structure algébrique résultante {\displaystyle (E,\top ,\bot )} est un treillis.

## Exemples
Dans toute algèbre de Boole (ou plus généralement dans toute algèbre de Heyting), les deux opérations {\displaystyle \lor } et {\displaystyle \land } vérifient la loi d'absorption :
{\displaystyle a\vee (a\wedge b)=a\wedge (a\vee b)=a~,}
en particulier dans l'algèbre de Boole utilisée en logique et en informatique ({\displaystyle \vee }, {\displaystyle \wedge } et = désignant alors respectivement la disjonction logique, la conjonction logique et l'équivalence logique).
- (en) Cet article est partiellement ou en totalité issu de l’article de Wikipédia en anglais intitulé « Absorption law » (voir la liste des auteurs).